# Daniela Nieves
Pour les articles homonymes, voir Nieves (homonymie).
Daniela Nieves, née le 4 juillet 1997, est une actrice américaine. Elle est notamment connue pour jouer le rôle d'Andrea Cruz dans la série Teen Witch.

## Biographie
Ses parents quittent le Venezuela pour les États-Unis lorsque Daniela est âgée de 4 mois.

## Filmographie
| Année     | Titre                 | Rôle                        | Notes      |
| --------- | --------------------- | --------------------------- | ---------- |
| 2006      | La Viuda de Blanco    | Patricia Giraldo            | telenovela |
| 2008      | El rostro de Analía   | Adriana Montiel             | telenovela |
| 2011      | Una maid en Manhattan | Alejandra Varela            | telenovela |
| 2014-2015 | Teen Witch            | Andy Cruz                   | série      |
| 2015      | WITS Academy          | Andi Cruz                   | série      |
| 2022      | Vampire Academy       | Vasilisa « Lissa » Dragomir | série      |
| 2024      | Pulse                 | Camilla Perez               | série      |